# Kinjiro Shimizu
Kinjiro Shimizu (清水 金二郎, Shimizu Kinjiro) was een Japans voetballer die als aanvaller speelde.

## Japans voetbalelftal
Kinjiro Shimizu maakte op 20 mei 1925 zijn debuut in het Japans voetbalelftal tijdens een Spelen van het Verre Oosten tegen China. Kinjiro Shimizu debuteerde in 1925 in het Japans nationaal elftal en speelde 1 interland.

## Statistieken
| Japans voetbalelftal | Japans voetbalelftal | Japans voetbalelftal |
| Jaar                 | Wed.                 | Dlp.                 |
| -------------------- | -------------------- | -------------------- |
| 1925                 | 1                    | 0                    |
| Totaal               | 1                    | 0                    |